# Новоселски манастир
 Тази статия е за манастира в Троянско, България.  За манастира в Струмишко, Северна Македония вижте Новоселски манастир (Северна Македония).  
Новоселският монастир „Света Троица“ е действащ български православен мъжки манастир от XVIII век.

## Местоположение
Новоселският манастир „Света Троица“ се намира в центъра на Ново село, квартал на град Априлци, и принадлежи на Троянска духовна околия на Ловчанската епархия. Обителта включва храм на „Света Троица“ и параклис на  „Свети Йоан Рилски“. Храмовият празник е на Петдесетница.

## История
Новоселски манастир „Света Троица“ е създаден през 1830 година, като първоначално е обитаван от около 40 монахини.
През 1876 година манастирът е в центъра на Новоселската република, която просъществува девет дни. В този период обителта е подложена на нападения от османска страна. Свещеникът Георги Христов и няколко монахини го отбраняват, но биват убити, а манастирът – опожарен. Днес може да се видят дупките от куршумите по вратата на параклиса.
Монастирът е възстановен след Освобождението с помощта на родолюбиви българи.